# Tom & Jerry (film, 2021)
Tom & Jerry je americký animovaný film z roku 2021. Režie se ujali Tim Story a scénáře Kevin Costello. V původním znění postavy namluvili Chloë Grace Moretz, Michael Peña, Colin Jost, Rob Delaney a Ken Jeong.

## Obsazení
- Chloë Grace Moretz jako Kayla Judith Forester
- Michael Peña jako Terence Mendoza
- Colin Jost jako Ben
- Rob Delaney jako Mr. Henry Dubros
- Pallavi Sharda jako Preeta Mehta
- Jordan Bolger jako Cameron
- Patsy Ferran jako Joy the Bell Girl
- Ken Jeong jako Chef Jackie
- Paolo Bonolis jako Wedding Guest
- Tom jako Himself
- Jerry jako Himself
- Bobby Cannavale jako Spike
- Nicky Jam jako Butch
- The Plastic Cup Boyz jako Alley Cats
- Lil Rel Howery jako Angel/Devil Tom
- Utkarsh Ambudkar jako Real Estate Rat
- Tim Story jako Pigeon Announcer
- Jeff Bergman jako Droopy